# Бенжамен Варонян
Бенжамен Варонян (фр. Benjamin Varonian, 15 червня 1980) - французький гімнаст, олімпійєць.

## Виступи на Олімпіадах
| Олімпіада   | Дисципліна       | Місце              |
| ----------- | ---------------- | ------------------ |
| Сідней 2000 | абсолютний залік | 20                 |
| Сідней 2000 | командний залік  | 9 (кваліфікація)   |
| Сідней 2000 | вільні вправи    | 34T (кваліфікація) |
| Сідней 2000 | опорний стрибок  | 71T (кваліфікація) |
| Сідней 2000 | паралельні бруси | 27T (кваліфікація) |
| Сідней 2000 | перекладина      | 2                  |
| Сідней 2000 | кільця           | 30 (кваліфікація)  |
| Сідней 2000 | кінь             | 62T (кваліфікація) |